# Langdon (North Dakota)
Langdon er en amerikansk by og administrativt centrum for det amerikanske county Cavalier County i staten North Dakota. I 2000 havde byen et indbyggertal på 2.101.
48°45′42″N 98°22′18″V / 48.7617°N 98.3717°V